# Li Cung-žen
Li Cung-žen (čínsky 李宗仁; 13. srpna 1890 Kuej-lin – 30. ledna 1969 Peking) též známý jako Li Zongren, byl kuangský a čínský generál, politik a mezi lety 1949–1950 prezident Čínské republiky.

## Raný život
Li Cung-žen se narodil ve vesnici Xixiang poblíž Guilinu v provincii Kuang-si. Ovlivnilo to i jeho politické názory, nadosmrti zůstall kuangským patriotem. Byl druhorozeným dítětem v rodině Han z pěti chlapců a tří dívek. Jeho otec Li Peiying (李培英) byl vesnický učitel. Li se zapsal do provinční vojenské školy. V roce 1910 vstoupil do Čínské revoluční strany Sunjatsena, ale v té době neměl pochopení pro širší cíle, jako byly reformy a národní sjednocení.

## Před 2. světovou válkou
Li vystudoval vojenskou školu v Guilinu. Vstoupil do armády Lu Rong Tinga a roku 1916 byl povýšen na velitele čety. Lu Rong Ting, guvernér Kuang-si, měl ambice expandovat do sousedních provincií, zejména do Kuang-tungu. Lu vedl s Kuang-tungem několik válek, kterých se účastnil i Li. Během války s Chu-nanem roku 1918 se ukázaly Liovy velitelské schopnosti a statečnost, které mu vynesly povýšení na velitele praporu.
V roce 1921 se Li Cung-žen účastnil druhé invaze do Kuang-tungu, která skončila porážkou Kuang-si. Tato porážka vedla k rozkladu armády na několik skupin, z nichž se velká část začala orientovat na banditství. Po celém Kuang-si nastal zmatek a únosy, vraždy, loupeže i kanibalismus se staly součástí každodenního života. Li Cung-žen využil příležitosti a vybudoval svoji vlastní armádu.
V roce 1924 provedl spolu se svými spojenci v Kuang-si převrat. Jeho armáda obsadila hlavní město Nan-ning a Lu Rong Ting uprchl do zahraničí. Sunjatsen následně uznal Liovu vládu jako legitimní.

### Vláda nad Kuang-si a Kuomintang
Roku 1925 se stal vojenským guvernérem provincie. Reorganizoval svou armádu, kterou nazval Osvobozenecká armáda Kuang-si. Následně byl jmenován velícím generálem při Severním pochodu. Jeho armáda porazila roku 1926 Čankajškova rivala Wu Pchej-fua a obsadila město Wu-chan. Tím se Li Cung-žen stal slavným a populárním. Čankajšek ho následně jmenoval vrchním velitelem armád Kuomintangu.
Oponoval radám svých sovětských poradců a na severním břehu Jang-c’-ťiangu zaútočil na území Ligy pěti provincií vedené Sun Chuanfangem, který dříve dokázal zastavit Čankajškovo tažení. Li Suna porazil v několika bitvách, při kterých zničil jeho armádu a získal celé jeho území pro Kuomintang. V této době získal také svou pověst antikomunisty. Jeho armáda byla jediná bez jakéhokoliv komunistického vlivu.
Následně se dostal do konfliktů s Čankajškem, což vedlo k jeho vyloučení z Kuomitangu. Li se vrátil do Kaung-si, kde opět získal moc. Jeho vztahy s Kuomintangem se zhoršovaly. Začal se připravovat na budoucí válku proti Čankajškovi. Avšak roku 1932 Japonské císařství obsadilo Mandžukuo, což Lia přimělo zbavit se zášti vůči Čankajškovi a spojit se s ním proti společnému nepříteli.

## Válka s Japonskem
Roku 1937 vypukl konflikt mezi Čínou a Japonskem, který eskaloval druhou čínsko-japonskou válkou. Čankajšek chtěl využít Liovy zkušenosti a jmenoval ho velitelem páté válečné zóny. Liova první akce proti Japoncům v bitvě u Tchaj-er-čuang roku 1938 skončila vítězstvím, město úspěšně ubránil před japonskými silami. Čou En-laj si všiml jeho schopností, využil svůj vliv rámci Sjednocené fronty a prosadil Lia jako vrchního velitele čínských jednotek i přes Čankajškův odpor. V letech 1943–45 byl Li jmenován ředitelem ústředí Generalissima. Jednalo se o nechtěný odchod z aktivního velení po jeho dřívějších úspěších.

## Občanská válka
Po válce v letech 1945–47 dostal politickou funkci a byl odsunut z velení.
28. dubna 1948 byl Li Národním shromážděním zvolen viceprezidentem, pět dní poté, co se prezidentem stal jeho politický oponent Čankajšek. Ten se stavěl proti jeho zvolení a podporoval Liova protikandidáta, Sunjatsenova syna Sun Foa. Komunistické síly postupovaly stále rychleji a po velkých porážkách Kuomintangu v severní Číně se Čankajšek rozhodl 21. ledna 1949 rezignovat. Li se stal prezidentem. Komunisté zastavili boje a poslali Liovi své podmínky:
1. Potrestat všechny válečné zločince (Čankajšek byl považován za „číslo jedna“)
2. Zrušit neplatnou ústavu z roku 1947
3. Zrušit právní systém Kuomintangu
4. Reorganizovat nacionalistické armády
5. Konfiskovat veškerý byrokratický kapitál
6. Reformovat systém držby půdy
7. Zrušit všechny zrádné smlouvy
8. Svolat úplnou politickou poradní konferenci k vytvoření demokratické koaliční vlády

Li si uvědomil, že souhlas s těmito body by fakticky znamenal předání kontroly nad Čínou komunistům a pokusil se vyjednat mírnější podmínky, které by mohly vést k ukončení občanské války, ale marně. V dubnu 1949, kdy komunisté seznali, že Li pravděpodobně nepřijme jejich podmínky, poslali Liovi ultimátum, aby je do pěti dnů přijal. Když odmítl, komunisté pokračovali v bojích.
Začalo růst napětí mezi Liem a některými členy Kuomintangu. Když komunisté obsadili Nanking, vláda odešla do Kuang-tungu. Li ji odmítl následovat a gestem jeho nesouhlasu s rostoucím vlivem Čankajška byl jeho odchod do Kuang-si. Ačkoliv Čankajšek nevykonával žádnou funkci, dával rozkazy armádě. Mnozí generálové poslouchali pouze Čankajškovy rozkazy, nikoliv Liovy. Čankajškovo politické křídlo v Kuomintangu začalo odmítat veškeré Liovy návrhy, včetně obranného plánu. Po pádu Kuang -tungu se vláda přemístila do Čchung-čchingu. Rozkaz k tomuto přemístění vydal Čankajšek, ačkoliv neměl žádné politické postavení.

## Pozdní život

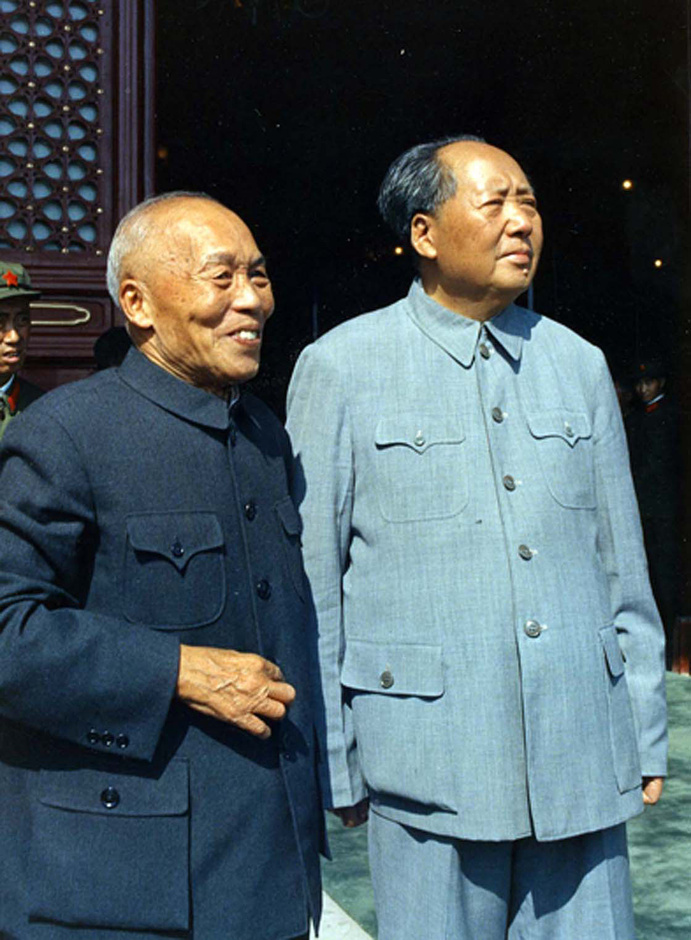
Li Cung-žen s Mao Ce-Tungem při Oslavách národního dne roku 1965

Po přemístění vlády odletěl Li do New Yorku. V Americe byl kvůli léčbě dvanáctníku a pobýval v nemocnici Kolumbijské univerzity. V nemocnici ho navštívil i prezident Harry S. Truman, který nazval Čankajška diktátorem a podpořil Lia. Čankajšek následně nařídil vyšetřovací komisi obvinit Lia z nezákonného jednání a vláda mu odebrala funkci prezidenta.
Li zůstal v exilu až do roku 1965. V tomto roce se vrátil zpět do pevninské Číny. Komunisté to využili jako nástroj své propagandy a začali povzbuzovat další členy Kuomintangu, aby se navrátili do vlasti. Li umírá roku 1969 na rakovinu tenkého střeva.